# Coenosia insularis
Coenosia insularis este o specie de muște din genul Coenosia, familia Muscidae, descrisă de Samuel Wendell Williston  în anul 1896. Conform Catalogue of Life specia Coenosia insularis nu are subspecii cunoscute.